# Rovte v Selški dolini
Rovte v Selški dolini so naselje v Občini Škofja Loka.